# Angelika Kuss-Bergner
Angelika Kuss-Bergner (* 6. November 1972 in Klagenfurt) ist eine österreichische Politikerin (ÖVP) und Lehrerin. Kuss-Bergner war vom 24. Jänner 2018 bis zum 11. Juni 2019 Abgeordnete zum österreichischen Nationalrat.

## Werdegang
Angelika Kuss-Bergner ist diplomierte Volksschullehrerin und trägt den akademischen Grad Bachelor of Education (B.Ed.). Sie war betraute Schulleiterin des Schulverbundes Tainach und St. Magarethen von 2013 bis 2018 und ist daneben auch in der Stadtpolitik aktiv. Für die ÖVP Völkermarkt ist Kuss-Bergner Stadträtin und Fraktionsvorsitzende im Gemeinderat ihrer Heimatstadt, im November 2018 wurde sie zur Gemeindeparteiobfrau der ÖVP Völkermarkt gewählt. Des Weiteren ist sie als Gewerkschafterin und Personalvertreterin tätig.
Bei der Nationalratswahl in Österreich 2017 kandidierte sie für die Österreichische Volkspartei auf dem dritten Platz der Kärntner Landesliste. Aufgrund des Vorzugsstimmenergebnisses erreichte sie bei der Wahl schließlich zunächst kein Mandat im Nationalrat, konnte aber nach dem Wechsel von Elisabeth Köstinger in die Bundesregierung dieser am 24. Jänner 2018 als Nationalratsabgeordnete nachfolgen.

## Privatleben
Angelika Kuss-Bergner ist mit einem Berufsoffizier verheiratet und Mutter von vier Kindern.